# Rezerwat Hydrologiczny Miranka
Rezerwat Hydrologiczny Miranka (biał. Гідралагічны заказнік «Міранка»; ros. Гидрологический заказник «Миранка») – rezerwat przyrody o znaczeniu republikańskim położony na Białorusi, chroniący bagno Wilcze Błoto i reżim hydrologiczny okolicznych terenów.

## Położenie
Rezerwat administracyjnie leży w obwodzie grodzieńskim, w rejonie korelickim; w widłach rzek Niemna i Uszy.

## Historia
Po 1945, gdy tereny te przejął Związek Sowiecki, osuszono tereny podmokłe i rozpoczęto przemysłową eksploatację tutejszych złóż torfu. Po jej zakończeniu, już w niepodległej Białorusi, w ramach rekultywacji postanowiono przywrócić poprzedni reżim hydrologiczny i zalać oraz zalesić dawne kopalnie.
Rezerwat został utworzony w 1996 w celu stabilizacji reżimu hydrologicznego rzek Niemna i Uszy.

## Geomorfologia i hydrologia
Obszar ukształtował się podczas zlodowaceń plejstoceńskich. Rzeźba terenu jest delikatnie pofałdowana z niewielkimi wzniesieniami.
Na terenie rezerwatu dominują lasy, głównie mieszane (76% powierzchni) oraz tereny podmokłe: bagna oraz torfowiska przejściowe i niskie (14% powierzchni).

## Fauna i flora

### Fauna
Rezerwat Hydrologiczny Miranka zamieszkuje jeden gatunek ssaków i siedem gatunków ptaków wpisanych do Czerwonej Księgi Białorusi - borsuk europejski, bocian czarny, żuraw zwyczajny, derkacz, zielonka, bąk zwyczajny, bączek zwyczajny i bielik. Prócz nich do gatunków zwierząt występujących na terenie rezerwatu zaliczają się: z ptaków: płomykówka zwyczajna, mewa mała, zięba zwyczajna, bogatka zwyczajna, świergotek drzewny, sójka zwyczajna, kapturka, świstunka leśna, muchołówka żałobna, rudzik, kos, drozd śpiewak, kukułka zwyczajna, dzięcioł, łabędź niemy, krzyżówka, czernica, głowienka zwyczajna, krakwa i łyska zwyczajna; z ssaków: dzik euroazjatycki, wilk szary, lis, piżmak amerykański, jeleń, zając szarak, zając bielak, łoś, sarna, bóbr, ryś, karczownik ziemnowodny, jenot azjatycki, wizon amerykański, tchórz zwyczajny, wydra europejska, kuna domowa, kuna leśna, łasica pospolita, gronostaj europejski, wiewiórka pospolita, jeż anatolijski i kret.

### Flora
Występuje tu ponad 100 gatunków roślin, które reprezentują m.in.: szałwia łąkowa, lipiennik Loesela, wełnianeczka alpejska i sasanka łąkowa.
Gatunkami drzew lasotwórczych lasów rezerwatu są sosna, świerk, brzoza i w mniejszym stopniu klon, dąb oraz olsza czarna. Jako domieszki występują topola osika, lipa, jesion i wiąz. Lasy są przeważnie młode, powstałe w ramach rekultywacji terenów pokopalnianych.

### Mykobiota
Występuje tu błyskoporek podkorowy.

## Turystyka
Rezerwat Hydrologiczny Miranka posiada infrastrukturę turystyczną służącą wypoczynkowy. Popularne są rejsy po Niemnie i Uszy. Dozwolone jest polowanie na niektóre zwierzęta.